# Zellenberg
Zellenberg település Franciaországban, Haut-Rhin megyében. Lakosainak száma 323 fő (2022. január 1.). Zellenberg Beblenheim, Riquewihr, Hunawihr, Ribeauvillé, Guémar, Bergheim, Saint-Hippolyte és Ostheim községekkel határos.

## Népesség
A település népessége az elmúlt években az alábbi módon változott:
| Lakosok száma | 349  | 333  | 332  | 322  | 321  | 320  | 319  | 324  | 323  |
|               | 2013 | 2015 | 2016 | 2017 | 2018 | 2019 | 2020 | 2021 | 2022 |